# Ричмонд Тауншип (округ Тайога, Пенсільванія)
Ричмонд Тауншип (англ. Richmond Township) — селище (англ. township) в США, в окрузі Тайога штату Пенсільванія. Населення — 2169 осіб (2020).

## Демографія
Згідно з переписом 2010 року, у селищі мешкало 2396 осіб у 963 домогосподарствах у складі 654 родин. Було 1104 помешкання
Расовий склад населення:
| - 97,2 % — білих - 0,8 % — чорних або афроамериканців - 0,7 % — азіатів - 0,3 % — корінних американців |

До двох чи більше рас належало 0,8 %. Частка іспаномовних становила 0,9 % від усіх жителів.
За віковим діапазоном населення розподілялося таким чином: 19,4 % — особи молодші 18 років, 62,6 % — особи у віці 18—64 років, 18,0 % — особи у віці 65 років та старші. Медіана віку мешканця становила 44,1 року. На 100 осіб жіночої статі у селищі припадало 87,0 чоловіків;  на 100 жінок у віці від 18 років та старших — 88,9 чоловіків також старших 18 років.
Середній дохід на одне домашнє господарство  становив 59 261 долар США (медіана — 50 395), а середній дохід на одну сім'ю — 68 290 доларів (медіана — 59 643). Медіана доходів становила 41 696 доларів для чоловіків та 37 500 доларів для жінок. За межею бідності перебувало 13,2 % осіб, у тому числі 24,0 % дітей у віці до 18 років та 1,9 % осіб у віці 65 років та старших.
Цивільне працевлаштоване населення становило 935 осіб. Основні галузі зайнятості: освіта, охорона здоров'я та соціальна допомога — 25,3 %, виробництво — 14,0 %, роздрібна торгівля — 13,8 %.